# Kirchenkreis Lübbecke
Der Evangelische Kirchenkreis Lübbecke ist einer von 26 Kirchenkreisen innerhalb der Evangelischen Kirche von Westfalen. Sein Gebiet umfasst den westlichen Teil des Kreises Minden-Lübbecke sowie kleinere Teile der niedersächsischen Landkreise Diepholz (Stemshorn zur Kirchengemeinde Dielingen) und  Osnabrück (Büscherheide zur Kirchengemeinde Börninghausen).

## Geschichte
Bei der Neuorganisation der preußischen Kirchenprovinz Westfalen im Jahr 1818 wurde der Kirchenkreis als einer von vier Kirchenkreisen im ehemaligen Gebiet von Minden-Ravensberg gegründet. Sein Sitz war damals in Rahden, die übliche Bezeichnung Diözese Rahden. Seit 1832 ist die Stadt Lübbecke Amtssitz. 1838 (Beschluss) bzw. 1841 (Ausführung) wurden die Gemeinden Mennighüffen, Stift Quernheim und Kirchlengern an den Kirchenkreis Herford abgetreten.

## Verwaltungsgliederung
Dem Kirchenkreis Lübbecke gehören rund 54.500 Christen an (Stand: Dezember 2022). Er gliedert sich in 18 Gemeinden, die wiederum in Kirchenregionen zusammengefasst sind.
Zu einer Region gehören zwischen zwei und vier Kirchengemeinden:
- Region Espelkamp: 1. Martinsgemeinde Espelkamp, 2. Isenstedt-Frotheim
- Region Hüllhorst: 1. Hüllhorst-Oberbauerschaft, 2. Schnathorst-Tengern
- Region Lübbecke: 1. Lübbecke, 2. Gehlenbeck, 3. Blasheim, 4. Nettelstedt
- Region Preußisch Oldendorf: 1. Alswede, 2. Bad Holzhausen, 3. Börninghausen, 4. Preußisch Oldendorf
- Region Rahden: 1. Rahden, 2. Preußisch Ströhen
- Region Stemwede: 1. Dielingen, 2. Levern, 3. Oppenwehe, 4. Wehdem

Größere Kirchengemeinden unterteilen sich wiederum in Gemeindebezirke. So besteht Lübbecke aus dem Andreas-Bezirk (mit der St.-Andreas-Kirche), dem Thomas-Bezirk und dem Matthäus-Bezirk (oder Ost-Bezirk).
Daneben gibt es noch weitere Pfarrstellen: Superintendent, Jugendpfarrer, Krankenhausseelsorger, Ev. Religionslehrer am Berufskolleg und Ev. Religionslehrer am Gymnasium.
Darüber hinaus arbeiten im Kirchenkreis Pfarrerinnen und Pfarrer mit besonderem Auftrag im Kirchenkreis. Superintendent ist seit 2016 Uwe Gryczan.
Gemeinsam mit den weiteren ostwestfälischen Kirchenkreisen Herford, Minden und Vlotho ist der Kirchenkreis Lübbecke in einem Kirchenkreisverband zusammengeschlossen. Von diesem Verband gehen unter anderem die regionale Telefonseelsorge sowie die Ev. Erwachsenenbildung aus.
Das Gebiet des Kirchenkreises deckt sich, von geringfügigen Abweichungen abgesehen, mit dem des Altkreises Lübbecke. Der Kirchenkreis hat eine Größe von 569,43 km² und ist damit geringfügig größer als der 564,8 km² große Altkreis Lübbecke. Dies erklärt sich dadurch, dass zwei niedersächsische Gebiete in Gemeinden des Kirchenkreises Lübbecke eingepfarrt sind: Die Ortschaft Büscherheide ist nach Börninghausen eingepfarrt und die Gemeinde Stemshorn gehört zum Kirchspiel Dielingen.

## Kirchen und Gemeinden
| Bild            | Kirche                              | Ort                                | Gemeinde                                            | Bemerkungen |
| --------------- | ----------------------------------- | ---------------------------------- | --------------------------------------------------- | ----------- |
|                 | Thomaskirche                        | Espelkamp                          | Ev. Martins-Kirchengemeinde Espelkamp               |             |
|                 | Michaelskirche                      | Espelkamp                          | Ev. Martins-Kirchengemeinde Espelkamp               |             |
|                 | St. Andreas                         | Lübbecke-Alswede                   | Ev.-luth. Kirchengemeinde Alswede                   |             |
|                 | Evangelische Kirche Bad Holzhausen  | Preußisch Oldendorf-Bad Holzhausen | Ev.-luth. Kirchengemeinde Bad Holzhausen            |             |
|                 | Marienkirche                        | Lübbecke-Blasheim                  | Ev.-luth. Kirchengemeinde Blasheim                  |             |
|                 | St. Ulricus                         | Preußisch Oldendorf-Börninghausen  | Ev.-luth. Kirchengemeinde Börninghausen             |             |
|                 | St. Marien                          | Stemwede-Dielingen                 | Ev.-luth. Kirchengemeinde Dielingen                 |             |
|                 | St. Nikolaus                        | Lübbecke-Gehlenbeck                | Ev.-luth. Kirchengemeinde Gehlenbeck                |             |
|                 | Andreaskirche                       | Hüllhorst                          | Ev.-luth. Kirchengemeinde Hüllhorst-Oberbauerschaft |             |
|                 | Christuskirche                      | Espelkamp-Isenstedt                | Ev.-luth. Kirchengemeinde Isenstedt-Frotheim        |             |
|                 | Evangelische Kirche Levern          | Stemwede-Levern                    | Ev.-luth. Kirchengemeinde Levern                    |             |
|                 | St. Andreas                         | Lübbecke                           | Ev.-luth. Kirchengemeinde Lübbecke                  |             |
|                 | Gabriel-Kirche                      | Lübbecke-Nettelstedt               | Ev.-luth. Kirchengemeinde Nettelstedt               |             |
|                 | Christuskirche                      | Hüllhorst-Oberbauerschaft          | Ev.-luth. Kirchengemeinde Hüllhorst-Oberbauerschaft |             |
| Bild gesucht BW | St. Martini                         | Stemwede-Oppenwehe                 | Ev.-luth. Kirchengemeinde Oppenwehe                 |             |
|                 | St. Dionysius                       | Preußisch Oldendorf                | Ev.-luth. Kirchengemeinde Preußisch Oldendorf       |             |
|                 | Immanuel-Kirche                     | Rahden-Preußisch Ströhen           | Ev.-luth. Kirchengemeinde Preußisch Ströhen         |             |
|                 | St. Johannis                        | Rahden                             | Ev.-luth. Kirchengemeinde Rahden                    |             |
|                 | Evangelische Dorfkirche Schnathorst | Hüllhorst-Schnathorst              | Ev.-luth. Kirchengemeinde Schnathorst               |             |
|                 | Evangelische Kirche Wehdem          | Stemwede-Wehdem                    | Ev.-luth. Kirchengemeinde Wehdem                    |             |

## Superintendenten
| Amtszeit  | Name                        |
| --------- | --------------------------- |
| 1818–1819 | Karl Weihe                  |
| 1819–1829 | Anton Helle                 |
| 1829–1842 | August Müller               |
| 1843–1847 | Karl Maßmann                |
| 1847–1871 | Gustav Münter               |
| 1871–1879 | Karl Ludwig Kunsemüller     |
| 1880–1883 | Karl Erfling                |
| 1883–1906 | Bernhard Heinrich Volkening |
| 1907–1908 | Hermann Lauffher            |
| 1909–1927 | Karl Kuhlo                  |
| 1927–1941 | Martin Möller               |
| 1943–1946 | Ernst Güse                  |
| 1948–1963 | Karl Leutiger               |
| 1963–1978 | Helmut Begemann             |
| 1978–1998 | Paul-Gerhardt Tegeler       |
| 1998–2003 | Friedrich-Wilhelm Feldmann  |
| 2003–2015 | Rolf Becker                 |
| ab 2016   | Uwe Gryczan                 |